# ブルーノ・ベッテルハイム
ブルーノ・ベッテルハイム（ドイツ語: Bruno  Bettelheim, ヘブライ語: ברונו בטלהיים‎、1903年8月28日 – 1990年3月13日）は、アメリカ合衆国の心理学者、ホロコースト生還者。

## 生涯
オーストリア・ハンガリー帝国のウィーン出身。ハンガリー系ユダヤ人の製材業を営んでいたアントン Anton Bettelheim とパウラ・サイドラー Paula Seidler の間に生まれる。父親が早く亡くなったため、彼は大学の学業は途中で断念、家業の製材業を継ぐも、10年後再び大学に戻り、哲学の学位を取得した。学位論文は、美術史に関するもので彼は生涯にわたり心理学に深く傾倒したが、それを体系的に学んだことは一度もなかった。
彼はユダヤ系オーストリア人だったため、1938年にダッハウ強制収容所、そしてブーヘンヴァルト強制収容所に送られた。ただし、彼は戦争勃発前の1939年に解放されるという幸運に恵まれ、アメリカに移住。ここで彼は心理学のしっかりとした訓練を受けていると自称し、心理学の教授として身を立てることができた。幸いナチスが大学の記録を破棄していたため、その確認のしようがなかったためである。
彼はシカゴ大学の知的障害児の訓練教育施設の所長や情緒障害児のホームの世話をするなどしながら、その人生の最も重要な時期を過ごした。健常児や障害児の心理学についての彼の数多くの著作は、生涯にわたりその道の権威として敬意を払われてきた。しかし、患者に対する彼の行動には何かと問題が多く、患者への暴言や身体的暴行、さらには女性患者の乳房を愛撫するなどの性的虐待行為が報告されている。
彼個人も一生涯にわたり抑鬱という問題を抱えており、妻を癌で亡くした6年後、1990年に自殺を遂げた。その直後に彼の経歴詐称や患者に対する問題行動の数々が明るみに出され、ベッテルハイムへの評価は暴落した。
自閉症の治療も手がけたが、自閉症は養育者の態度などの後天的な原因で発症するという説（「冷蔵庫マザー」理論）を強く主張し、医学界に大きな影響を与えた。

## 著作（日本語訳）
- 『愛はすべてではない』村瀬孝雄,村瀬嘉代子訳. 誠信書房, 1968
- 『性の象徴的傷痕』岸田秀訳. せりか書房, 1971
- 『自閉症・うつろな砦』1-2 黒丸正四郎、岡田幸夫、花田雅憲、島田照三訳、みすず書房、1973-75年
- 『鍛えられた心 強制収容所における心理と行動』 (叢書・ウニベルシタス) 丸山修吉訳.法政大学出版局, 1975
- 『夢の子供たち キブツの教育』中村悦子訳. 白揚社, 1977
- 『野生児と自閉症児 狼っ子たちを追って』B.ベッテルハイム 他著 中野善達編訳『野生児の記録 6』福村出版, 1978.7
- 『昔話の魔力』波多野完治, 乾侑美子共訳　評論社　1978年
- 『母親たちとの対話 子どもをどう理解するか』北条文緒, 古崎愛子訳　法政大学出版局 1980年
- 『子どもの読みの学習　よりよい国語教育をめざして 』カレン・ゼランとの共著　北条文緒 訳　法政大学出版局 1983年
- 『社会変動と偏見』M.ジャノウィッツ共著, 高坂健次訳. 新曜社, 1986
- 『情緒的な死と再生　情緒障害児のリハビリテーション』中野善達訳編, 生和秀敏 [ほか]訳. 福村出版　1989年
- 『フロイトと人間の魂』藤瀬恭子訳. 法政大学出版局　1989年
- 『生き残ること』高尾利数訳.法政大学出版局　1992年
- 『フロイトのウィーン』森泉弘次訳　みすず書房 1992年